# St. Jakob (Oettingen in Bayern)

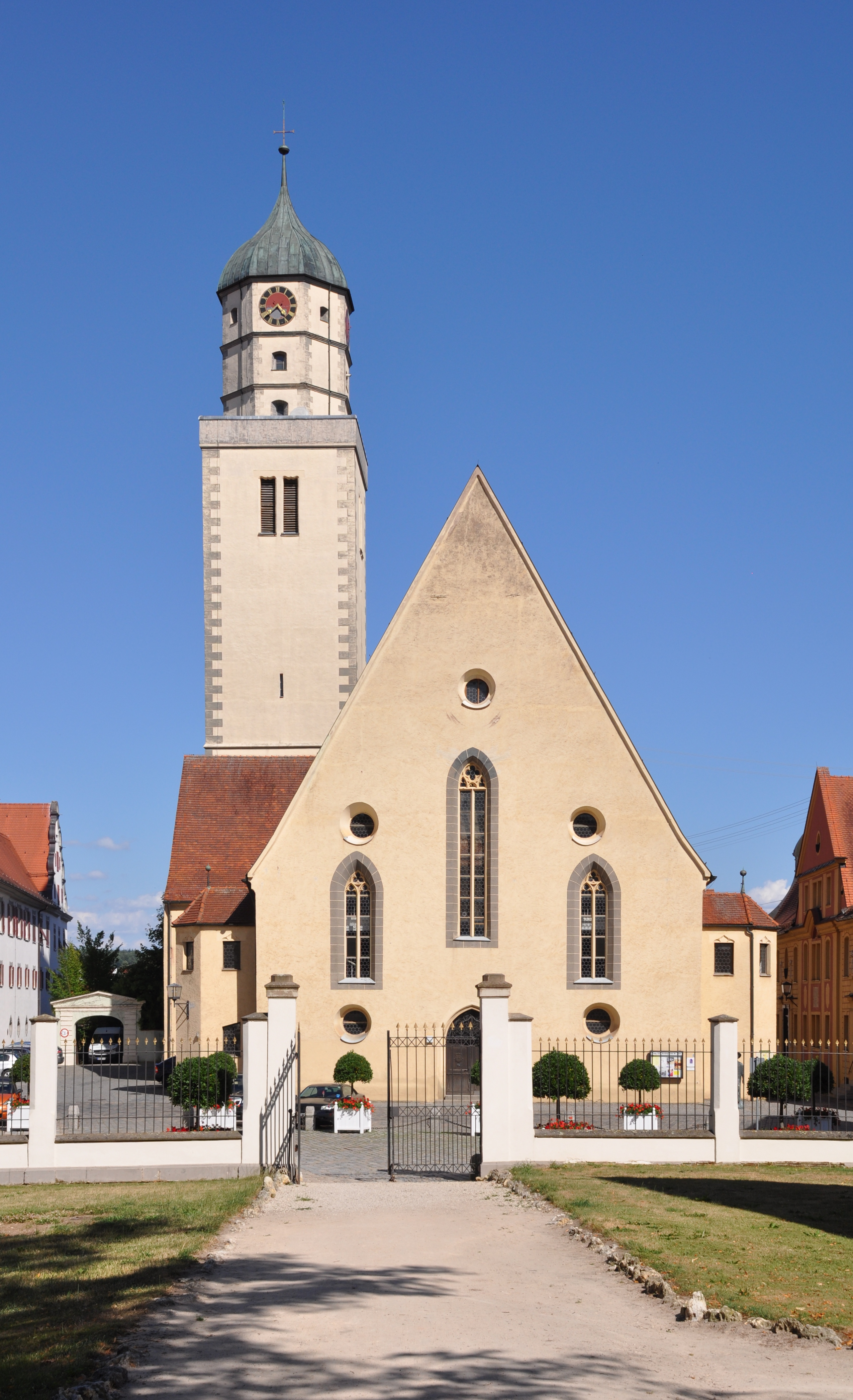
Westseite von St. Jakob

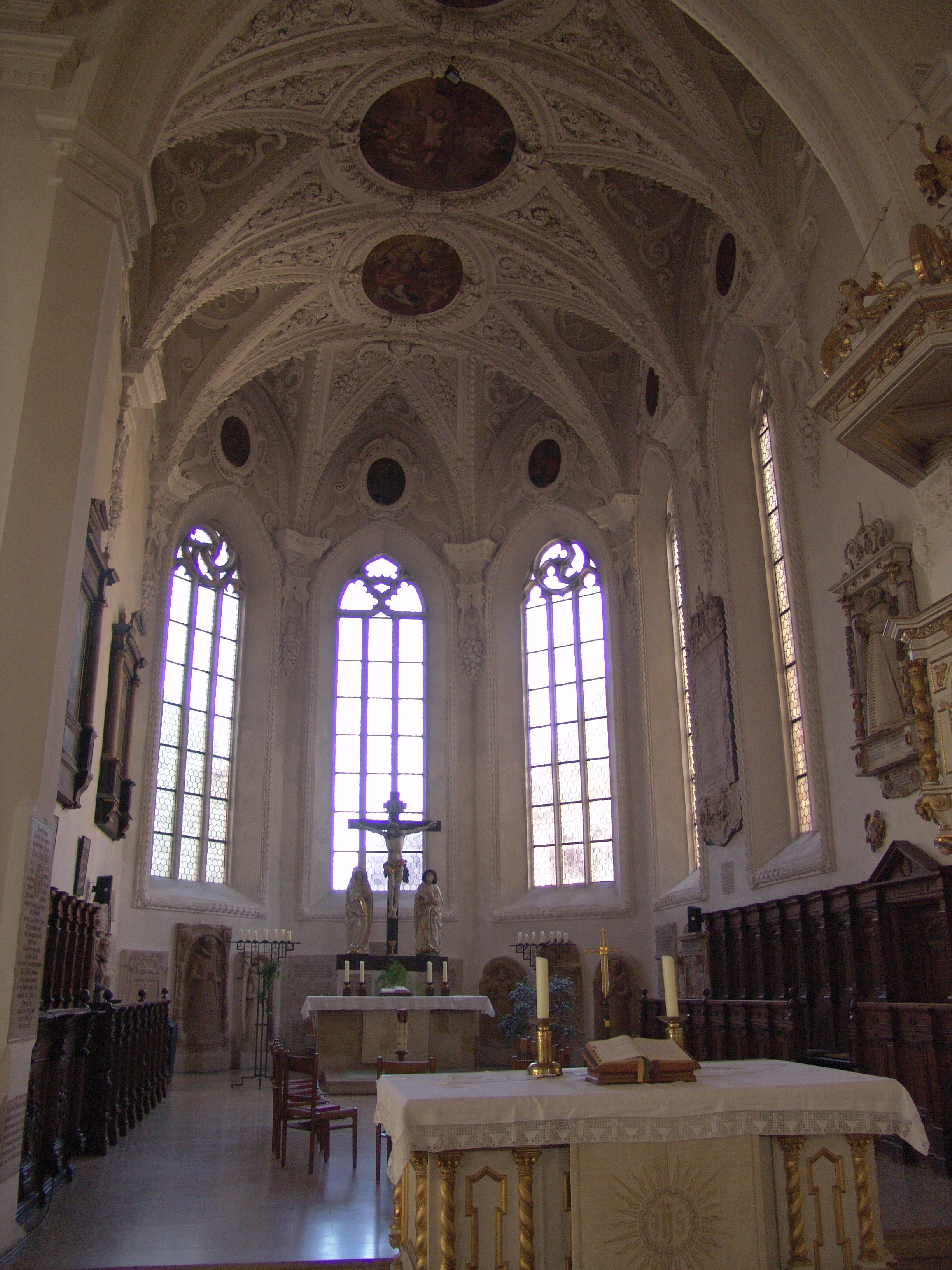
Chorraum der Kirche

St. Jakob ist die evangelische Pfarrkirche im schwäbischen Oettingen. Die denkmalgeschützte Kirche gehört zum Evangelisch-Lutherischen Dekanat Donau-Ries.

## Geschichte
Die zentral gelegene evangelische Pfarrkirche St. Jakob schließt den Schlossplatz des Schlosses Oettingen im Osten ab. Als Oettingen 1312 durch die Abtrennung von der drei Kilometer entfernten Urpfarrei in Ehingen selbständige Pfarrei wurde, begann man mit dem Neubau des dreiseitig geschlossenen Chores, der 1326 vollendet wurde. 1430 konnte das Langhaus fertiggestellt werden. 1461 stand der Kirchturm im nördlichen Chorwinkel bis zum Kranz (Jahreszahl 1461 und Wappen an der Nordwand des Turmes). Das Oktogon wurde erst 1565 fertiggestellt. Bis in die 1930er Jahre wohnte dort ein Türmer. Unter Albrecht Ernst I. wurde der tonnengewölbte Saalbau 1681 barock ausgeschmückt. Die Stuckarbeiten stammen von Mathias Schmuzer und seinem Schüler Johann Georg Brix. Im 19. Jahrhundert wurden die spitzbogigen Fenster der Westfassade neugotisch gestaltet. 1904 erfolgte die Erneuerung der polygonalen Treppentürme im Westen.

## Orgeln
Nach mehreren Vorgängerinstrumenten schuf G. F. Steinmeyer 1875 ein Instrument (Opus 134) mit 22 Registern auf zwei Manualen und Pedal. Dieses Instrument wurde 1914 durch ein Nachfolgewerk mit 26 Registern derselben Firma (Opus 844) ersetzt. Schon kurze Zeit später galt die Orgel jedoch als nicht mehr zeitgemäß: Dieses Werk wurde zunächst 1947 nach St. Sebald in Nürnberg verkauft, dort erheblich erweitert und schließlich 1977 nach St. Petri Soest weiterverkauft. Dort tat das Instrument bis 2005 seinen Dienst. 
Die heutige Orgel im neubarocken Gehäuse von 1914 schuf 1946 ebenfalls die Firma Steinmeyer als Opus 1740. Sie umfasst 45 klingende Register auf drei Manualen und Pedal. Die praktisch unverändert erhaltene Orgel besitzt Taschenladen mit elektropneumatischen Trakturen und einem fahrbaren Spieltisch. Sie weist alle Merkmale der zeittypischen Neobarockorgel auf, enthält jedoch dennoch ein Schwellwerk mit sechs Registern in 8′-Lage einschließlich Streicherstimmen (romantische Dispositionsweise), sodass es sich eigentlich um ein frühes Beispiel einer Universalorgel handelt. Im Gutachten des Landeskirchenmusikdirektors Friedrich Högner, der die Konzeption für das Instrument entwarf, heißt es: „Die beiden Intonateure der Firma [Steinmeyer], Röttger und Guth, haben mit feinstem Geschmack und künstlerischem Verantwortungsgefühl gearbeitet; sie sind wahre Meister ihres Faches.“ Die Orgel hat folgende Disposition:
| I Hauptwerk C–g3 |             |        |
| 1.               | Pommer      | 16′    |
| 2.               | Principal   | 08′    |
| 3.               | Gemshorn    | 08′    |
| 4.               | Rohrflöte   | 08′    |
| 5.               | Oktave      | 04′    |
| 6.               | Gedeckt     | 04′    |
| 7.               | Quinte      | 02 ⁄3′ |
| 8.               | Schwiegel   | 02′    |
| 9.               | Mixtur IV–V | 01 ⁄3′ |
| 10.              | Trompete    | 08′    |

| II Oberwerk C–g3 |                 |       |
| 11.              | Flötenprincipal | 8′    |
| 12.              | Dulzgedackt     | 8′    |
| 13.              | Quintade        | 8′    |
| 14.              | Praestant       | 4′    |
| 15.              | Nachthorn       | 4′    |
| 16.              | Superoctav      | 2′    |
| 17.              | Sesquialter     | 2 ⁄3′ |
| 18.              | Cymbel III      | 1⁄2′  |
| 19.              | Rankett         | 16′   |
| 20.              | Rohrschalmey    | 8′    |
|                  | Tremulant       |       |

| III Schwellwerk C–g3 |                  |         |
| 21.                  | Rohrgedeckt      | 16′     |
| 22.                  | Principal        | 08′     |
| 24.                  | Salizional       | 08′     |
| 25.                  | Vox coelestis    | 08′     |
| 26.                  | Lieblich Gedeckt | 08′     |
| 27.                  | Flöte            | 08′     |
| 28.                  | Weitprincipal    | 04′     |
| 23.                  | Quintade         | 04′     |
| 29.                  | Koppelflöte      | 04′     |
| 30.                  | Quinte           | 02 ⁄3′  |
| 31.                  | Waldflöte        | 02′     |
| 32.                  | Terzflöte        | 01 3⁄5′ |
| 33.                  | Sifflöte         | 01′     |
| 34.                  | Mixtur V–VI      | 02′     |
| 35.                  | Helle Trompete   | 08′     |
|                      | Tremulant        |         |

| Pedal C–f1 |                  |         |
| 36.        | Kontrabaß        | 16′     |
| 37.        | Subbass          | 16′     |
|            | Gedacktbaß (Tr.) | 16′     |
| 38.        | Quinte           | 10 2⁄3′ |
| 39.        | Oktavbaß         | 08′     |
| 40.        | Baßflöte         | 08′     |
|            | Gedackt (Tr.)    | 08′     |
| 41.        | Choralbaß        | 04′     |
|            | Flöte (Tr.)      | 04′     |
| 42.        | Rohrpfeife       | 04′     |
| 43.        | Pedalmixtur V    | 02′     |
| 44.        | Posaune          | 16′     |
| 45.        | Baßtrompete      | 08′     |

- Koppeln: 6 Normalkoppeln

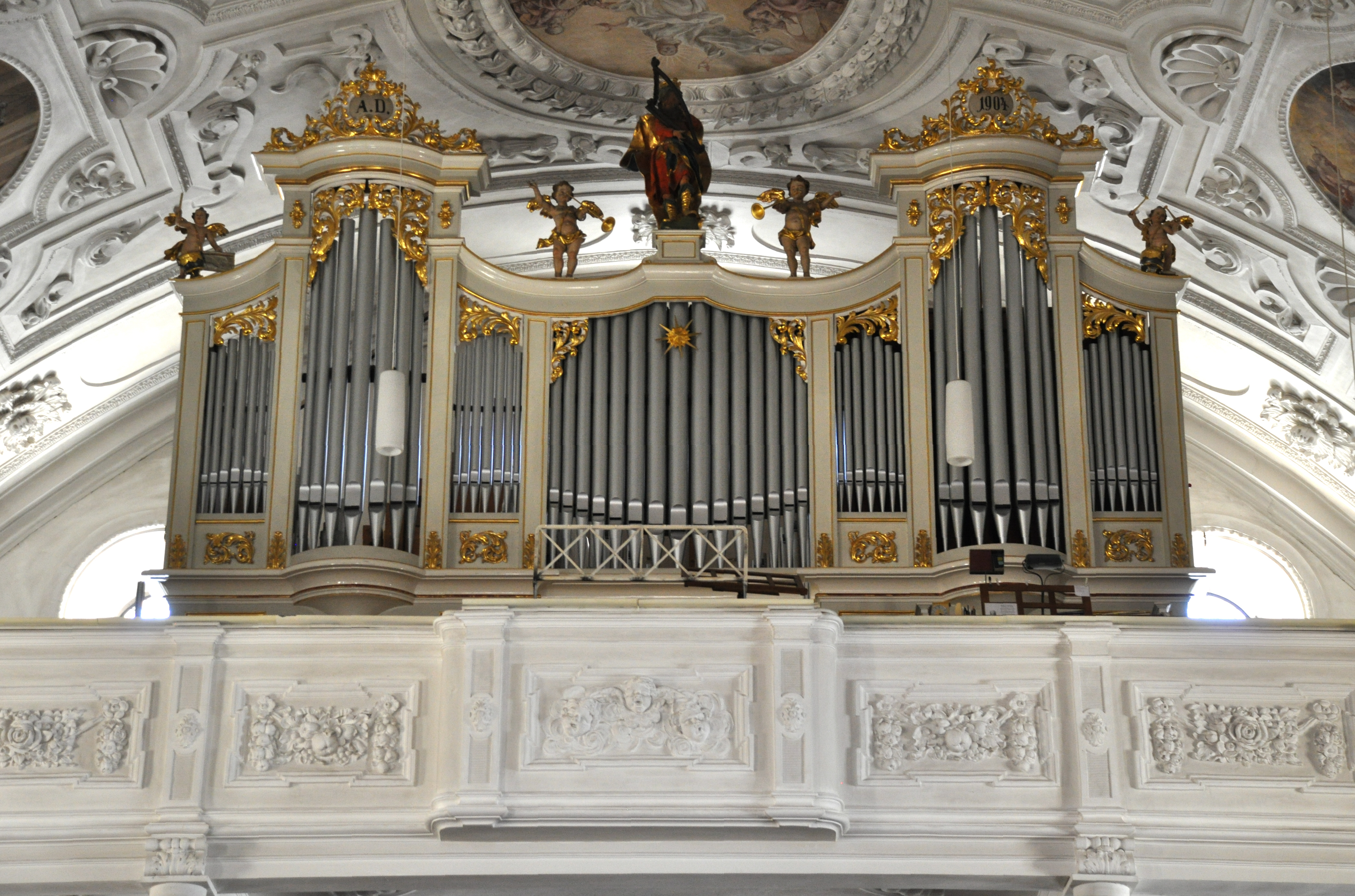
Heutige Orgel

- Spielhilfen: drei freie Kombinationen, 1 Pedalkombination, Crescendowalze, Schwelltritt, Man 16′ ab, Handregister ab, Tuttiknopf und Zungenabsteller
- Effektregister: Zimbelstern
- Anmerkung: (Tr.) = Transmission aus dem III. Manual

Im Chorraum steht noch ein Orgelpositiv von Hans Reichert.

## Glocken
Im Kirchturm von St. Jakob befindet sich ein fünfstimmiges Glockengeläut, das 1952 vom Heidelberger Glockengießer Friedrich Wilhelm Schilling gegossen wurde. Es ist das dritte Geläut, nachdem die Vorgängerglocken während der beiden Weltkriege jeweils zur Rüstungsproduktion abgegeben werden mussten.
| Glocke | Name                    | Schlagton | Gewicht |
| ------ | ----------------------- | --------- | ------- |
| 1      | Dreieinigkeitsglocke    | des′      | 939 kg  |
| 2      | Christusglocke          | f′        | 780 kg  |
| 3      | Betglocke               | as′       | 428 kg  |
| 4      | Kriegergedächtnisglocke | b′        | 310 kg  |
| 5      | Taufglocke              | des″      | 174 kg  |

## Sonstiges

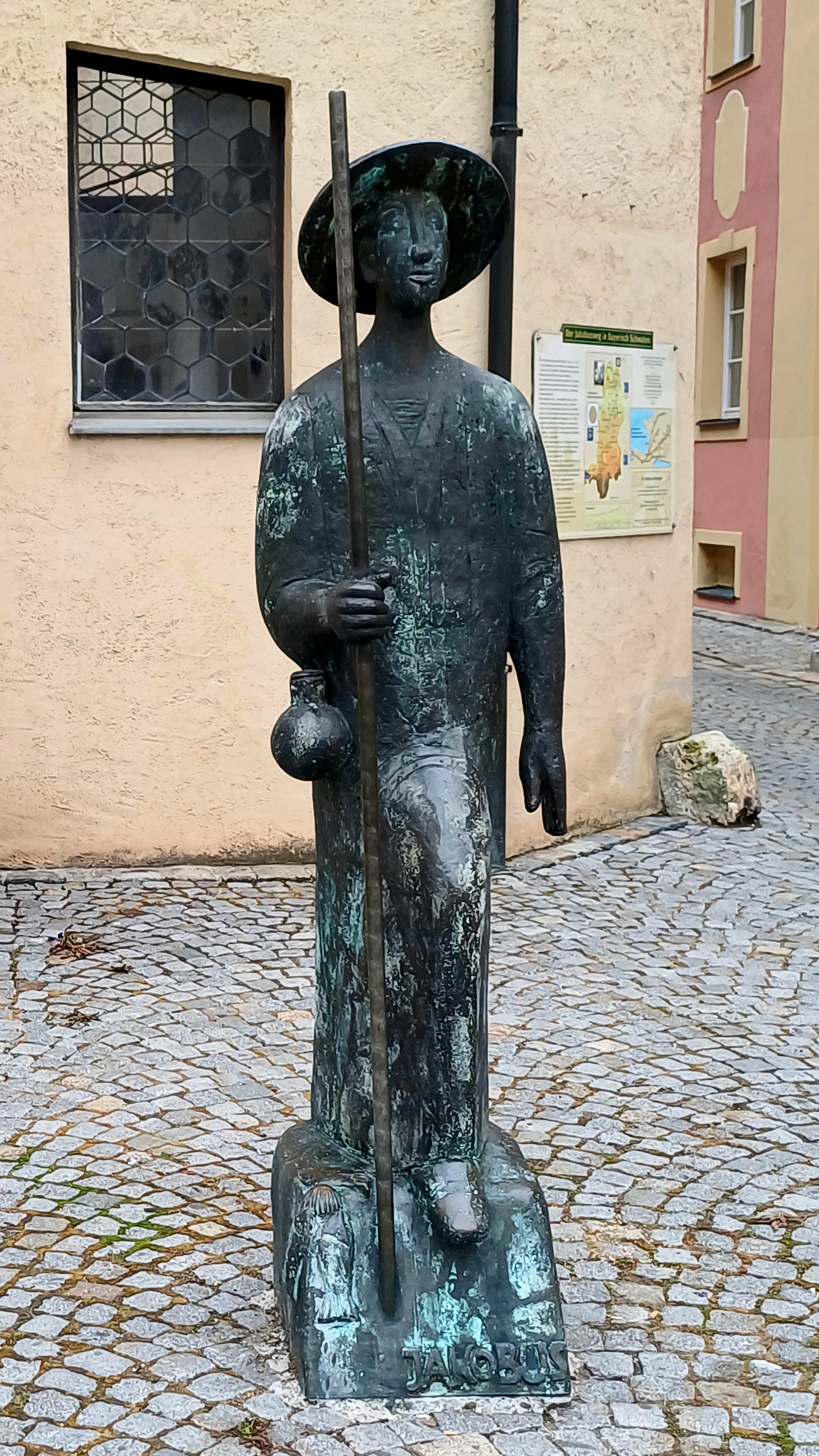
Statue am Beginn des Jakobswegs

- Bis um die Mitte des 18. Jahrhunderts befand sich um die Kirche ein Friedhof, aus dem die Grabplatten im Inneren der Kirche stammen, so die Epitaphe für Maria von Wildenstein, Familie Moser und Elisabeth Moser.
- Vor der Kirche beginnt an der Statue eines Jakobspilgers der Bayerisch-Schwäbische Jakobusweg.[6]